# Petrissa Solja
Petrissa Solja (* 11. März 1994 in Kandel) ist eine ehemalige deutsche Tischtennisspielerin. Mit der Nationalmannschaft bestritt sie 51 Länderspiele. Im Einzel wurde sie 2021 Europameisterin und holte 2015 Bronze beim World Cup, im Doppel gewann sie 2013 mit Sabine Winter und 2021 mit Shan Xiaona den Titel bei der Europameisterschaft. Im Mixed holte sie mit Fang Bo und Patrick Franziska 2017 bzw. 2019 WM-Bronze, im Team 2016 Olympiasilber. Ende 2022 beendete sie ihre Karriere.

## Jugend
Petrissa Solja begann beim TTC Büchelberg mit dem Tischtennissport. Über den BTTF Zweibrücken kam sie 2007 zum TTSV Fraulautern. Bereits in ihrer Jugend erzielte Petrissa Solja nationale und internationale Erfolge. Von 2006 bis 2009 gewann sie die Deutsche Schülermeisterschaft im Einzel und – mit Ausnahme von 2006 – auch im Doppel. Von 2008 bis 2012 wurde sie Deutsche Jugendmeisterin im Einzel, zudem 2012 im Doppel mit Theresa Kraft.
2008 wurde sie Europameisterin der Schüler im Einzel und mit Nadine Sillus im Doppel. Den Titel im Einzel verteidigte sie 2009; 2011 und 2012 wurde sie Zweite. 2011 holte sie den Titel im Doppel mit der Rumänin Bernadette Szőcs. Bei den Jugendweltmeisterschaften kam sie 2011 auf Platz fünf und 2012 auf Platz drei.

## Erwachsene
2009 wurde Petrissa Solja für die Europameisterschaft nominiert. Hier kam sie am 13. September zu ihrem ersten Länderspieleinsatz. Im Spiel gegen die Niederlande unterlag sie Elena Timina. 2010 erreichte sie zum ersten Mal einen Platz unter den besten 100 der Weltrangliste.
Solja spielte bis 2012 mit der Damenmannschaft des Vereins TTSV Fraulautern in der Bundesliga und wechselte dann nach Österreich zur ASKÖ Linz Froschberg, mit der sie 2013 die Champions League gewann. 2014 kehrte sie in die deutsche Bundesliga zurück und schloss sich dem ttc berlin eastside an.
2012 wurde sie zur besten deutschen Nachwuchsspielerin sowie zur Spielerin des Jahres gewählt.
2013 gewann sie die deutsche Meisterschaft und die German Open im Doppel mit Sabine Winter. Mit ihr wurde sie im selben Jahr auch Europameisterin. Im Finale besiegten sie mit Zhenqi Barthel/Shan Xiaona ein weiteres deutsches Duo mit 4:2. Zum Titelgewinn der deutschen Mannschaft trug sie mit einem gewonnenen Spiel im Halbfinale gegen Tschechien bei. Bei den deutschen Titelkämpfen 2014 unterlag sie mit Sabine Winter im Doppelfinale dem Duo Shan Xiaona/Kristin Silbereisen, 2015 gewann sie sowohl im Einzel als auch, erneut mit Winter, im Doppel.
Bei der Europameisterschaft 2014 gewann sie mit dem deutschen Team den Titel und siegte dabei in allen ihren fünf Partien. Im selben Jahr nahm sie erstmals am World Cup teil und erreichte das Achtelfinale. Im Doppel mit Shan Xiaona qualifizierte sie sich auch zum ersten Mal für die Grand Finals, bei denen die beiden in der ersten Runde im Entscheidungssatz unterlagen und Solja im U-21-Wettbewerb das Halbfinale erreichte. Im Februar 2015 unterlag sie beim europäischen Ranglistenturnier Europe TOP-16 im Finale Liu Jia aus Österreich. Bei den Europaspielen 2015 holte sie Mannschaftsgold, zusammen mit Han Ying und Shan Xiaona, ein Erfolg, den das Team bei der Europameisterschaft im selben Jahr wiederholte. Bei ihrer zweiten World-Cup-Teilnahme konnte sie unter anderem die Weltranglistensechste Feng Tianwei und Ai Fukuhara, die Nummer 4, besiegen und gewann schließlich die Bronzemedaille. Im Doppel gewannen Solja und Shan die German und Austrian Open, unterlagen Ende des Jahres bei den Grand Finals aber wieder in der ersten Runde.

Verlauf der Position in der Weltrangliste

2016 erreichte Solja bei der Weltmeisterschaft mit der Mannschaft das Viertelfinale und erspielte sich dabei eine 5:2-Bilanz, mit Siegen unter anderem gegen Ai Fukuhara (Nummer 4 der Weltrangliste), Kasumi Ishikawa (Nr. 5) und Yang Ha-eun (Nr. 11). Im März erreichte sie in der Weltrangliste mit Platz 13 eine neue Rekordmarke. Bei den Olympischen Spielen 2016 schied sie im Einzel nach ihrem ersten Spiel in der Runde der letzten 32 aus. Mit der Mannschaft gewann sie die Silbermedaille nach einem 3:2-Sieg gegen Japan im Halbfinale und einer 0:3-Niederlage im Finale gegen das chinesische Team. Im selben Jahr wurde sie zusammen mit Shan Xiaona Vizeeuropameisterin im Doppel. Im Einzel schied sie im Viertelfinale gegen die Portugiesin Fu Yu aus. Im Doppelwettbewerb der Grand Finals wurde erneut die erste Partie verloren. Durch ihren zweiten Platz beim Europe Top 16 2017, bei dem sie im Finale, wie schon im EM-Viertelfinale 2015, gegen Li Jie verletzt aufgeben musste, sicherte Solja sich erneut einen Startplatz beim World Cup. Bei der Weltmeisterschaft 2017 in Düsseldorf erreichte sie mit ihrem chinesischen Partner Fang Bo das Halbfinale, womit sie die Bronzemedaille gewann. Dort unterlagen sie den späteren Weltmeistern Maharu Yoshimura/Kasumi Ishikawa aus Japan. Im Einzel schied sie frühzeitig gegen die Ungarin Szandra Pergel aus, im Doppel kam sie mit Sabine Winter ins Achtelfinale. Bei den Czech Open im August verletzte sie sich erneut, sodass sie nicht an der Team-EM und am World Cup teilnehmen konnte. Ab Herbst legte sie dann eine mehrmonatige Pause ein, da sie sich „körperlich und mental erschöpft“ fühlte.
Anfang 2018 trat sie wieder bei internationalen Turnieren an, spielte aber nicht wieder für ihren Verein ttc berlin eastside. Im gemischten Doppel mit Patrick Franziska erreichte sie das EM-Halbfinale 2018. Zur Saison 2018/19 wechselte sie zum Bundesliga-Aufsteiger TSV Langstadt. Beim Europe Top 16 Cup 2019 schlug sie Europameisterin Li Qian und die an Position 1, 2 und 3 gesetzten Spielerinnen Elizabeta Samara, Sofia Polcanova und Bernadette Szőcs und gewann so die Goldmedaille. Zusammen mit Patrick Franziska holte sie wenige Monate später Bronze bei der Weltmeisterschaft. Im Viertelfinale der Europaspiele unterlag sie Fu Yu, dafür gewann sie Gold mit Patrick Franziska sowie mit der Mannschaft. Bei der im selben Jahr stattfindenden Team-EM schied Deutschland dann aber überraschend im Viertelfinale gegen Portugal aus. Im November 2019 kletterte sie in der ITTF-Weltrangliste auf Platz 15 und wurde damit erstmals die bestplatzierte Europäerin. 2020 gewann sie zum zweiten Mal das Europe Top 16.
Bei den Europameisterschaften 2021 gewann Solja sowohl im Einzel als auch im Doppel mit Shan Xiaona den Titel. Bei den Olympischen Spielen schied sie mit Patrick Franziska im Mixed-Viertelfinale gegen das spätere Siegerduo Jun Mizutani/Mima Itō aus, nachdem sie sieben Matchbälle vergeben hatten. Mit der Mannschaft belegte sie den vierten Platz. Die Team-EM 2021 und die Individual-EM 2022 musste sie jeweils absagen (Krankheit bzw. Bandscheibenverletzung).
Im Dezember 2022 beendete sie im Alter von 28 Jahren ihre Karriere.

## Familie und Privates
Petrissa Soljas Mutter Dagmar Solja-Andruszko (* 1955) spielte in den 1980er Jahren mit dem ATSV Saarbrücken in der Bundesliga, Vater Pavel Solja, gebürtiger Tschechoslowake, hat mehrmals die Pfalzmeisterschaft gewonnen und Schwester Amelie (* 1990) ist ebenfalls Nationalspielerin, seit 2010 für Österreich spielend. Die andere Schwester Susanne (* 1986) erzielte ebenfalls Erfolge im Schülerinnenbereich und spielte ab 2004 in der 2. Bundesliga.
Vor den Olympischen Sommerspielen 2016 in Rio de Janeiro ließ Solja sich gemeinsam mit der Schwimmerin Isabelle Härle, der Ruderin Julia Lier, der Radsportlerin Nadja Pries und der aus Verletzungsgründen nicht in Rio startenden Stabhochspringerin Katharina Bauer für die deutsche Ausgabe des Playboy fotografieren.

## Turnierergebnisse
| Verband | Veranstaltung                         | Jahr | Ort            | Land | Einzel        | Doppel        | Mixed         | Team          |
| ------- | ------------------------------------- | ---- | -------------- | ---- | ------------- | ------------- | ------------- | ------------- |
| GER     | Europe Top 16                         | 2020 | Montreux       | SUI  | Gold          |               |               |               |
| GER     | Europe Top 16                         | 2019 | Montreux       | SUI  | Gold          |               |               |               |
| GER     | Europe Top 16                         | 2018 | Montreux       | SUI  | letzte 16     |               |               |               |
| GER     | Europe Top 16                         | 2017 | Montreux       | SUI  | Silber        |               |               |               |
| GER     | Europe Top 16                         | 2015 | Baku           | AZE  | Silber        |               |               |               |
| GER     | Europe Top 12                         | 2014 | Lausanne       | SUI  | 4. Platz      |               |               |               |
| GER     | Europameisterschaft                   | 2020 | Warschau       | POL  | Gold          | Gold          | Viertelfinale |               |
| GER     | Europameisterschaft                   | 2019 | Nantes         | FRA  |               |               |               | Viertelfinale |
| GER     | Europameisterschaft                   | 2018 | Alicante       | ESP  | Viertelfinale | Viertelfinale | Halbfinale    |               |
| GER     | Europameisterschaft                   | 2016 | Budapest       | HUN  | Viertelfinale | Silber        |               |               |
| GER     | Europameisterschaft                   | 2015 | Jekaterinburg  | RUS  | Viertelfinale | Viertelfinale |               | Gold          |
| GER     | Europameisterschaft                   | 2014 | Lissabon       | POR  |               |               |               | Gold          |
| GER     | Europameisterschaft                   | 2013 | Schwechat      | AUT  | letzte 32     | Gold          |               | Gold          |
| GER     | Europameisterschaft                   | 2012 | Herning        | DEN  |               | letzte 16     |               |               |
| GER     | Europameisterschaft                   | 2009 | Stuttgart      | GER  | letzte 128    | letzte 64     |               | 5. Platz      |
| GER     | Jugend-Europameisterschaft (Junioren) | 2011 | Kazan          | RUS  | Silber        | Gold          |               |               |
| GER     | Jugend-Europameisterschaft (Kadetten) | 2009 | Prag           | CZE  | Gold          | Silber        |               | Gold          |
| GER     | Jugend-Europameisterschaft (Kadetten) | 2008 | Terni          | ITA  | Gold          | Gold          |               |               |
| GER     | Europaspiele                          | 2019 | Minsk          | BLR  | Viertelfinale |               | Gold          | Gold          |
| GER     | Europaspiele                          | 2015 | Baku           | AZE  | Viertelfinale |               |               | Gold          |
| GER     | Olympische Spiele                     | 2021 | Tokio          | JPN  | letzte 32     |               | Viertelfinale | 4. Platz      |
| GER     | Olympische Spiele                     | 2016 | Rio de Janeiro | BRA  | letzte 32     |               |               | Silber        |
| GER     | ITTF World Tour                       | 2020 | Budapest       | HUN  | letzte 32     |               | Silber        |               |
| GER     | ITTF World Tour                       | 2020 | Magdeburg      | GER  | letzte 16     | Halbfinale    | Halbfinale    |               |
| GER     | ITTF World Tour                       | 2017 | Incheon        | KOR  | letzte 32     | Gold          |               |               |
| GER     | ITTF World Tour                       | 2016 | Doha           | QAT  | Viertelfinale | Viertelfinale |               |               |
| GER     | ITTF World Tour                       | 2016 | Berlin         | GER  | letzte 16     | Viertelfinale |               |               |
| GER     | ITTF World Tour                       | 2016 | Budapest       | HUN  | letzte 64     | Halbfinale    |               |               |
| GER     | ITTF World Tour                       | 2015 | Wels           | AUT  | letzte 16     | Gold          |               |               |
| GER     | ITTF World Tour                       | 2015 | Bremen         | GER  | Silber        | Gold          |               |               |
| GER     | ITTF World Tour                       | 2015 | Budapest       | HUN  | Viertelfinale | Viertelfinale |               |               |
| GER     | ITTF World Tour                       | 2014 | Ekaterinburg   | RUS  | letzte 16     | letzte 16     |               |               |
| GER     | ITTF World Tour                       | 2014 | Olmütz         | CZE  | letzte 16     | letzte 16     |               |               |
| GER     | ITTF World Tour                       | 2014 | Incheon City   | KOR  |               | Viertelfinale |               |               |
| GER     | ITTF World Tour                       | 2014 | Magdeburg      | GER  | letzte 64     | Viertelfinale |               |               |
| GER     | ITTF World Tour                       | 2014 | Doha           | QAT  | letzte 16     | Halbfinale    |               |               |
| GER     | ITTF World Tour                       | 2014 | Kuwait City    | KUW  | letzte 64     | letzte 32     |               |               |
| GER     | ITTF World Tour                       | 2013 | Berlin         | GER  | letzte 64     | Halbfinale    |               |               |
| GER     | ITTF World Tour                       | 2013 | Spala          | POL  | letzte 32     | letzte 16     |               |               |
| GER     | ITTF World Tour                       | 2013 | Olmütz         | CZE  | letzte 16     | Halbfinale    |               |               |
| GER     | ITTF World Tour                       | 2013 | Las Vegas      | USA  | Viertelfinale |               |               |               |
| GER     | ITTF World Tour                       | 2013 | Incheon City   | KOR  | letzte 32     | letzte 16     |               |               |
| GER     | ITTF World Tour                       | 2013 | Doha           | QAT  | letzte 32     |               |               |               |
| GER     | ITTF World Tour                       | 2013 | Kuwait City    | KUW  | letzte 32     |               |               |               |
| GER     | ITTF World Tour                       | 2013 | Wels           | AUT  | letzte 64     | letzte 16     |               |               |
| GER     | ITTF World Tour                       | 2012 | Poznań         | POL  | letzte 32     | Viertelfinale |               |               |
| GER     | ITTF World Tour                       | 2012 | Bremen         | GER  | letzte 64     | Gold          |               |               |
| GER     | ITTF World Tour                       | 2012 | Olmütz         | CZE  | letzte 16     | Viertelfinale |               |               |
| GER     | ITTF Pro Tour                         | 2011 | Velenje        | SLO  | letzte 64     | letzte 16     |               |               |
| GER     | ITTF Pro Tour                         | 2010 | Warschau       | POL  | letzte 64     |               |               |               |
| GER     | ITTF Pro Tour                         | 2010 | Doha           | QAT  | letzte 64     | letzte 16     |               |               |
| GER     | ITTF Pro Tour                         | 2009 | Bremen         | GER  | letzte 64     |               |               |               |
| GER     | WTT Cup Finals                        | 2021 | Singapur       | SGP  | letzte 16     |               |               |               |
| GER     | ITTF Finals                           | 2020 | Zhengzhou      | CHN  | letzte 16     |               |               |               |
| GER     | ITTF World Tour Grand Finals          | 2016 | Doha           | QAT  |               | Viertelfinale |               |               |
| GER     | ITTF World Tour Grand Finals          | 2015 | Lissabon       | POR  |               | Viertelfinale |               |               |
| GER     | ITTF World Tour Grand Finals          | 2014 | Bangkok        | THA  |               | Viertelfinale |               |               |
| GER     | Weltmeisterschaft                     | 2021 | Houston        | USA  | letzte 64     | letzte 16     | letzte 16     |               |
| GER     | Weltmeisterschaft                     | 2019 | Budapest       | HUN  | letzte 64     |               | Halbfinale    |               |
| GER     | Weltmeisterschaft                     | 2018 | Halmstad       | SWE  |               |               |               | 9.–12. Platz  |
| GER     | Weltmeisterschaft                     | 2017 | Düsseldorf     | GER  | letzte 64     | letzte 16     | Halbfinale    |               |
| GER     | Weltmeisterschaft                     | 2016 | Kuala Lumpur   | MAS  |               |               |               | Viertelfinale |
| GER     | Weltmeisterschaft                     | 2015 | Suzhou         | CHN  | letzte 64     | letzte 16     | Viertelfinale |               |
| GER     | Weltmeisterschaft                     | 2014 | Tokio          | JPN  |               |               |               | Viertelfinale |
| GER     | Weltmeisterschaft                     | 2013 | Paris          | FRA  | letzte 128    | letzte 32     | letzte 32     |               |
| GER     | World Cup                             | 2020 | Weihai         | CHN  | 17.–21. Platz |               |               |               |
| GER     | World Cup                             | 2019 | Chengdu        | CHN  | Viertelfinale |               |               |               |
| GER     | World Cup                             | 2016 | Philadelphia   | USA  | letzte 16     |               |               |               |
| GER     | World Cup                             | 2015 | Sendai         | JPN  | Bronze        |               |               |               |
| GER     | World Cup                             | 2014 | Linz           | AUT  | letzte 16     |               |               |               |
| GER     | Jugend-Weltmeisterschaft              | 2012 | Hyderabad      | IND  | Halbfinale    | Viertelfinale | Halbfinale    |               |
| GER     | Jugend-Weltmeisterschaft              | 2011 | Manama         | BRN  | Viertelfinale | Viertelfinale | Viertelfinale |               |
| GER     | Jugend-Weltmeisterschaft              | 2010 | Bratislava     | SVK  | letzte 16     |               | Viertelfinale |               |
| GER     | Jugend-Weltmeisterschaft              | 2008 | Madrid         | ESP  | letzte 32     | Viertelfinale |               | Bronze        |
| GER     | World Junior Circuit                  | 2011 | Dinklage       | GER  | Silber        |               |               |               |
| GER     | World Junior Circuit                  | 2010 | Seligenstadt   | GER  | Gold          |               |               |               |
| GER     | WTC-World Team Cup                    | 2013 | Guangzhou      | CHN  |               |               |               | Viertelfinale |